# Richard McElreath
 Richard McElreath (* 18. April 1973 in Landstuhl) ist ein US-amerikanischer Anthropologe und Direktor der Abteilung Verhalten, Ökologie und Kultur des Menschen am Max-Planck-Institut für evolutionäre Anthropologie. In seiner Forschung beschäftigt er sich schwerpunktmäßig mit kulturellen Einflüssen auf die Evolution des Menschen und dessen Adaption an die Umwelt. Darüber hinaus veröffentlichte er Beiträge zur mathematischen Theorie und statistischen Analyse sozialen Verhaltens und ist unter anderem Autor eines verbreiteten Lehrbuchs für Bayesianische Statistik (Statistical Rethinking) sowie mehrerer Packages zur statistischen Datenanalyse mit R.

## Werdegang
McElreath studierte in den Vereinigten Staaten Anthropologie und Humanbiologie an der Emory University, an der er 1995 einen Bachelor-Abschluss erwarb. Anschließend nahm er ein Promotionsstudium in Anthropologie an der University of California, Los Angeles auf, an der er in der Gruppe von Robert Boyd 2001 promoviert wurde. 2001 erhielt er ein Stipendium als Postdoc am Max-Planck-Institut für Bildungsforschung in Berlin, wo er in der Abteilung Adaptives Verhalten und Kognition von Gerd Gigerenzer forschte.
2002 erhielt er eine Stelle als Assistant Professor am Fachbereich für Anthropologie an der University of California, Davis und wurde dort 2006 zunächst auf eine Stelle als Associate Professor befördert. 2014 wurde er an der UC Davis auf eine volle Professur berufen. 2015 wurde er Direktor der Abteilung Verhalten, Ökologie und Kultur des Menschen am Max-Planck-Institut für evolutionäre Anthropologie in Leipzig und hält seit 2018 auch eine Honorarprofessur an der Universität Leipzig.

## Werke (Auswahl)
- Mit Robert Boyd: Mathematical models of social evolution: A guide for the perplexed. University of Chicago Press, 2007.
- Statistical Rethinking. A Bayesian Course with Examples in R and STAN. CRC Press, 2016 (zweite Auflage: 2020).